# NBA 2K7
NBA 2K7 é um simulador do campeonato norte-americano de basquete (NBA) da temporada de 2007. Foi desenvolvido pela  Visual Conceptse publicado pela 2K Sports.